# Вимодроне
Вимодро́не (итал. Vimodrone) — коммуна в Италии, в провинции Милан области Ломбардия.
Население составляет 14 132 человека (2005), плотность населения — 3460 чел./км². Занимает площадь 4 км². Почтовый индекс — 20055. Телефонный код — 02.
Покровителем города почитается святой Ремигий, празднование в первое воскресенье мая.

## Города-побратимы
- Белла, Италия (2012)